# Antonio Abbate
Antonio Abbate (Foggia, 6 agosto 1997) è un regista italiano.

## Biografia
Acquisisce esperienza lavorando su set cinematografici italiani e internazionali, diventando anche l'assistente personale del regista statunitense Michael Mann. Nel 2019 dirige il cortometraggio Sottosuolo, vincitore di premi in diversi festival, tra cui il Festival del Cinema Europeo 2020. Nel 2023 esce nelle sale cinematografiche il thriller Phobia, primo lungometraggio diretto da Abbate, con protagonisti Jenny de Nucci e Antonio Catania.

## Filmografia

### Lungometraggi
- Phobia (2023)

### Cortometraggi
- Sottosuolo (2020)